# Monato
Monato é uma revista internacional em Esperanto, publicada pela Flandra Esperanto-Ligo, contendo artigos sobre política, cultura, ciência, atualidades e outros temas. Impressa na Bélgica, possui leitores em 65 países. Destaca-se por utilizar somente correspondentes dos próprios países retratados, apresentando assim uma boa compreensão do contexto local. Os cem correspondentes, de 45 países diferentes, somente produzem matérias originais em Esperanto, não sendo aceitas traduções de línguas nacionais.
Fundada em 1979 por Stefan Maul, teve sua primeira edição lançada em 15 de janeiro de 1980, e desde então lança uma edição a cada mês. Atualmente, é publicada na forma tradicional impressa, mas também em formatos eletrônicos e em áudio, em uma versão destinada para deficientes visuais.

## Prêmio Degucxi
Durante o Congresso Universal de Esperanto de Vilnius, a revista Monato recebeu um diploma com o seguinte texto:
| “ | Pelo mérito na utilização do Esperanto como solução para a paz mundial e bem da humanidade, de acordo com os ideais do Dr. Zamenhof e com as instruções de Onisaburo Deguĉi e pelas contribuições para o objetivo da UEA de fortalecer entre seus membros o sentimento de solidariedade e promover entre eles a compreensão e estima dos outros povos, o Prêmio Deguĉi de 2005 é entregue à revista Monato por decisão da Universala Esperanto-Asocio. 90º Congresso Universal de Esperanto, Vilnius, 30 de julho de 2005. | ” |